# 100 cuốn sách hay nhất thế kỷ 20 của Le Monde
100 cuốn sách hay nhất thế kỷ 20 của Le Monde (tiếng Pháp: Les cent livres du siècle) là danh sách liệt kê nhan đề các cuốn sách được coi là 100 cuốn hay nhất của thế kỷ 20, được tập hợp vào mùa xuân năm 1999 thông qua một cuộc bầu chọn được tiến hành bởi Nhà sách Fnac của Pháp và báo Le Monde.
Xuất phát từ danh sách đầu tiên gồm 200 tiêu đề được tập hợp bởi các nhà sách và phóng viên, 17.000 người Pháp đã được hỏi để bầu chọn dựa trên câu hỏi: "Những cuốn sách nào đọng lại trong tâm trí bạn?" (« Quels livres sont restés dans votre mémoire ? »).
Danh sách sau gồm 100 cuốn sách, bao gồm cả tiểu thuyết, thơ, kịch cũng như truyện tranh.

## Bình chọn "100 cuốn sách của thế kỷ 20"
| STT | Nhan đề sách                          | Tác giả                        | Năm       | Ngôn ngữ                  | Quốc gia                    |
| --- | ------------------------------------- | ------------------------------ | --------- | ------------------------- | --------------------------- |
| 1   | Người xa lạ                           | Albert Camus                   | 1942      | Tiếng Pháp                | Algérie thuộc Pháp, Pháp    |
| 2   | Đi tìm thời gian đã mất               | Marcel Proust                  | 1913–1927 | Tiếng Pháp                | Pháp                        |
| 3   | Vụ án                                 | Franz Kafka                    | 1925      | Tiếng Đức                 | Áo-Hung, Tiệp Khắc          |
| 4   | Hoàng tử bé                           | Antoine de Saint-Exupéry       | 1943      | Tiếng Pháp                | Pháp                        |
| 5   | Thân phận con người                   | André Malraux                  | 1933      | Tiếng Pháp                | Pháp                        |
| 6   | Hành trình đến tận cùng đêm tối       | Louis-Ferdinand Céline         | 1932      | Tiếng Pháp                | Pháp                        |
| 7   | Chùm nho thịnh nộ                     | John Steinbeck                 | 1939      | tiếng Anh                 | Hoa Kỳ                      |
| 8   | Chuông nguyện hồn ai                  | Ernest Hemingway               | 1940      | tiếng Anh                 | Hoa Kỳ                      |
| 9   | Kẻ lãng du                            | Alain Fournier                 | 1913      | Tiếng Pháp                | Pháp                        |
| 10  | Bọt tháng ngày                        | Boris Vian                     | 1947      | Tiếng Pháp                | Pháp                        |
| 11  | Giới tính nữ                          | Simone de Beauvoir             | 1949      | Tiếng Pháp                | Pháp                        |
| 12  | Trong khi chờ đợi Godot               | Samuel Beckett                 | 1952      | Tiếng Pháp, tiếng Anh     | Ireland, Pháp               |
| 13  | L'Être et le Néant                    | Jean-Paul Sartre               | 1943      | Tiếng Pháp                | Pháp                        |
| 14  | Tên của đoá hồng                      | Umberto Eco                    | 1980      | Tiếng Ý                   | Ý                           |
| 15  | Quần đảo ngục tù                      | Aleksandr Solzhenitsyn         | 1973      | Tiếng Nga                 | Liên Xô                     |
| 16  | Paroles                               | Jacques Prévert                | 1946      | Tiếng Pháp                | Pháp                        |
| 17  | Alcools                               | Guillaume Apollinaire          | 1913      | Tiếng Pháp                | Pháp                        |
| 18  | Bông sen xanh (trong bộ Tintin)       | Hergé                          | 1936      | Tiếng Pháp                | Bỉ                          |
| 19  | Nhật ký Anne Frank                    | Anne Frank                     | 1947      | Tiếng Hà Lan              | Đức, Hà Lan                 |
| 20  | Nhiệt đới buồn                        | Claude Lévi-Strauss            | 1955      | Tiếng Pháp                | Pháp                        |
| 21  | Thế giới mới tươi đẹp                 | Aldous Huxley                  | 1932      | tiếng Anh                 | Anh Quốc                    |
| 22  | Một chín tám tư                       | George Orwell                  | 1949      | tiếng Anh                 | Anh Quốc                    |
| 23  | Astérix người Gaulois                 | René Goscinny và Albert Uderzo | 1959      | Tiếng Pháp                | Pháp                        |
| 24  | La Cantatrice chauve                  | Eugène Ionesco                 | 1952      | Tiếng Pháp, Tiếng România | România, Pháp               |
| 25  | Trois essais sur la théorie sexuelle  | Sigmund Freud                  | 1905      | Tiếng Đức                 | Áo                          |
| 26  | L'Œuvre au noir                       | Marguerite Yourcenar           | 1968      | Tiếng Pháp                | Pháp, Bỉ                    |
| 27  | Lolita                                | Vladimir Nabokov               | 1955      | tiếng Anh, Tiếng Nga      | Nga, Hoa Kỳ                 |
| 28  | Ulysses                               | James Joyce                    | 1922      | tiếng Anh                 | Ireland                     |
| 29  | Le Désert des Tartares                | Dino Buzzati                   | 1940      | Tiếng Ý                   | Ý                           |
| 30  | Bọn làm bạc giả                       | André Gide                     | 1925      | Tiếng Pháp                | Pháp                        |
| 31  | Le Hussard sur le toit                | Jean Giono                     | 1951      | Tiếng Pháp                | Pháp                        |
| 32  | Belle du Seigneur                     | Albert Cohen                   | 1968      | Tiếng Pháp                | Hy Lạp, Thụy Sĩ             |
| 33  | Trăm năm cô đơn                       | Gabriel García Márquez         | 1967      | Tiếng Tây Ban Nha         | Colombia                    |
| 34  | Âm thanh và cuồng nộ                  | William Faulkner               | 1929      | tiếng Anh                 | Hoa Kỳ                      |
| 35  | Người vợ cô đơn                       | François Mauriac               | 1927      | Tiếng Pháp                | Pháp                        |
| 36  | Zazie trong tàu điện ngầm             | Raymond Queneau                | 1959      | Tiếng Pháp                | Pháp                        |
| 37  | La Confusion des sentiments           | Stefan Zweig                   | 1927      | Tiếng Đức                 | Áo                          |
| 38  | Cuốn theo chiều gió                   | Margaret Mitchell              | 1936      | tiếng Anh                 | Hoa Kỳ                      |
| 39  | Người tình của phu nhân Chatterley    | D. H. Lawrence                 | 1928      | tiếng Anh                 | Anh Quốc                    |
| 40  | Núi thần                              | Thomas Mann                    | 1924      | Tiếng Đức                 | Đức                         |
| 41  | Buồn ơi chào mi                       | Françoise Sagan                | 1954      | Tiếng Pháp                | Pháp                        |
| 42  | Sự yên lặng của biển cả               | Vercors                        | 1942      | Tiếng Pháp                | Pháp                        |
| 43  | La Vie mode d'emploi                  | Georges Perec                  | 1978      | Tiếng Pháp                | Pháp                        |
| 44  | Con chó săn của dòng họ Baskerville   | Arthur Conan Doyle             | 1901–1902 | tiếng Anh                 | Anh Quốc                    |
| 45  | Sous le soleil de Satan               | Georges Bernanos               | 1926      | Tiếng Pháp                | Pháp                        |
| 46  | Đại gia Gatsby                        | F. Scott Fitzgerald            | 1925      | tiếng Anh                 | Hoa Kỳ                      |
| 47  | La Plaisanterie                       | Milan Kundera                  | 1967      | Tiếng Séc                 | Tiệp Khắc, Pháp             |
| 48  | Bóng ma giữa trưa                     | Alberto Moravia                | 1954      | Tiếng Ý                   | Ý                           |
| 49  | Vụ ám sát ông Roger Ackroyd           | Agatha Christie                | 1926      | tiếng Anh                 | Anh Quốc                    |
| 50  | Nadja                                 | André Breton                   | 1928      | Tiếng Pháp                | Pháp                        |
| 51  | Aurelien                              | Louis Aragon                   | 1944      | Tiếng Pháp                | Pháp                        |
| 52  | Le Soulier de satin                   | Paul Claudel                   | 1929      | Tiếng Pháp                | Pháp                        |
| 53  | Sáu nhân vật đi tìm tác giả           | Luigi Pirandello               | 1921      | Tiếng Ý                   | Ý                           |
| 54  | The Resistible Rise of Arturo Ui      | Bertolt Brecht                 | 1959      | Tiếng Đức                 | Đức                         |
| 55  | Vendredi ou les Limbes du Pacifique   | Michel Tournier                | 1967      | Tiếng Pháp                | Pháp                        |
| 56  | Chiến tranh giữa các thế giới         | H. G. Wells                    | 1898      | tiếng Anh                 | Anh Quốc                    |
| 57  | Se questo è un uomo                   | Primo Levi                     | 1947      | Tiếng Ý                   | Ý                           |
| 58  | Chúa tể những chiếc nhẫn              | J. R. R. Tolkien               | 1954–1955 | tiếng Anh                 | Orange Free State, Anh Quốc |
| 59  | Les Vrilles de la vigne               | Colette                        | 1908      | Tiếng Pháp                | Pháp                        |
| 60  | Capitale de la douleur                | Paul Éluard                    | 1926      | Tiếng Pháp                | Pháp                        |
| 61  | Martin Eden                           | Jack London                    | 1909      | tiếng Anh                 | Hoa Kỳ                      |
| 62  | Ballad of the Salt Sea                | Hugo Pratt                     | 1967      | Tiếng Ý                   | Ý                           |
| 63  | Le Degré zéro de l'écriture           | Roland Barthes                 | 1953      | Tiếng Pháp                | Pháp                        |
| 64  | Danh dự đã mất của Katharina Blum     | Heinrich Böll                  | 1974      | Tiếng Đức                 | Đức                         |
| 65  | Bờ biển Syrtes                        | Julien Gracq                   | 1951      | Tiếng Pháp                | Pháp                        |
| 66  | Les Mots et les Choses                | Michel Foucault                | 1966      | Tiếng Pháp                | Pháp                        |
| 67  | Trên đường                            | Jack Kerouac                   | 1957      | tiếng Anh                 | Hoa Kỳ                      |
| 68  | Cuộc phiêu lưa kỳ diệu của Nils       | Selma Lagerlöf                 | 1906–1907 | Tiếng Thụy Điển           | Thụy Điển                   |
| 69  | Căn phòng riêng                       | Virginia Woolf                 | 1929      | tiếng Anh                 | Anh Quốc                    |
| 70  | Biên niên ký Sao Hỏa                  | Ray Bradbury                   | 1950      | tiếng Anh                 | Hoa Kỳ                      |
| 71  | Le Ravissement de Lol V. Stein        | Marguerite Duras               | 1964      | Tiếng Pháp                | Pháp                        |
| 72  | Le Procès-verbal                      | J. M. G. Le Clézio             | 1963      | Tiếng Pháp                | Pháp                        |
| 73  | Tropismes                             | Nathalie Sarraute              | 1939      | Tiếng Pháp                | Nga, Pháp                   |
| 74  | Journal, 1887–1910                    | Jules Renard                   | 1925      | Tiếng Pháp                | Pháp                        |
| 75  | Lord Jim                              | Joseph Conrad                  | 1900      | tiếng Anh                 | Đế quốc Nga, Anh Quốc       |
| 76  | Écrits                                | Jacques Lacan                  | 1966      | Tiếng Pháp                | Pháp                        |
| 77  | Le Théâtre et son double              | Antonin Artaud                 | 1938      | Tiếng Pháp                | Pháp                        |
| 78  | Manhattan Transfer                    | John Dos Passos                | 1925      | tiếng Anh                 | Hoa Kỳ                      |
| 79  | Ficciones                             | Jorge Luis Borges              | 1944      | Tiếng Tây Ban Nha         | Argentina                   |
| 80  | Moravagine                            | Blaise Cendrars                | 1926      | Tiếng Pháp                | Pháp, Thụy Sĩ               |
| 81  | Viên tướng của đạo quân chết          | Ismail Kadare                  | 1963      | Tiếng Albania, Tiếng Pháp | Albania                     |
| 82  | Lựa chọn của Sophie                   | William Styron                 | 1979      | tiếng Anh                 | Hoa Kỳ                      |
| 83  | Gypsy Ballads                         | Federico García Lorca          | 1928      | Tiếng Tây Ban Nha         | Tây Ban Nha                 |
| 84  | Hành khách bí ẩn                      | Georges Simenon                | 1931      | Tiếng Pháp                | Bỉ                          |
| 85  | Notre-Dame-des-Fleurs                 | Jean Genet                     | 1944      | Tiếng Pháp                | Pháp                        |
| 86  | The Man Without Qualities             | Robert Musil                   | 1930–1932 | Tiếng Đức                 | Áo                          |
| 87  | Fureur et Mystère                     | René Char                      | 1948      | Tiếng Pháp                | Pháp                        |
| 88  | Bắt trẻ đồng xanh                     | J. D. Salinger                 | 1951      | tiếng Anh                 | Hoa Kỳ                      |
| 89  | No Orchids For Miss Blandish          | James Hadley Chase             | 1939      | tiếng Anh                 | Anh Quốc                    |
| 90  | Blake et Mortimer                     | Edgar P. Jacobs                | 1950      | Tiếng Pháp                | Bỉ                          |
| 91  | The Notebooks of Malte Laurids Brigge | Rainer Maria Rilke             | 1910      | Tiếng Đức                 | Áo-Hung, Thụy Sĩ            |
| 92  | La Modification                       | Michel Butor                   | 1957      | Tiếng Pháp                | Pháp                        |
| 93  | The Origins of Totalitarianism        | Hannah Arendt                  | 1951      | tiếng Anh, Tiếng Đức      | Đức, Hoa Kỳ                 |
| 94  | Nghệ nhân và Margarita                | Mikhail Bulgakov               | 1967      | Tiếng Nga                 | Liên Xô                     |
| 95  | The Rosy Crucifixion                  | Henry Miller                   | 1949–1960 | tiếng Anh                 | Hoa Kỳ                      |
| 96  | Giấc ngủ dài                          | Raymond Chandler               | 1939      | tiếng Anh                 | Hoa Kỳ                      |
| 97  | Amers                                 | Saint-John Perse               | 1957      | Tiếng Pháp                | Pháp                        |
| 98  | Gaston                                | André Franquin                 | 1957      | Tiếng Pháp                | Bỉ                          |
| 99  | Under the Volcano                     | Malcolm Lowry                  | 1947      | tiếng Anh                 | Anh Quốc                    |
| 100 | Những đứa con của nửa đêm             | Salman Rushdie                 | 1981      | tiếng Anh                 | Ấn Độ, Anh Quốc             |

Lưu ý:Ngôn ngữ và Quốc gia đề cập đến sự nghiệp của tác giả nói chung, chứ không phải riêng về cuốn sách. Tên tiếng Việt là tên của bản dịch tiếng Việt đã được xuất bản của tác phẩm.